# Чепмен, Эдит
Э́дит Че́пмен (англ. Edythe Chapman; 8 октября 1863, Рочестер, Нью-Йорк — 15 октября 1948, Глендейл, Калифорния) — американская актриса театра и немого кино.

## Биография
Эдит Чепмен родилась 8 октября 1863 года в городе Рочестер (штат Нью-Йорк, США). Не позднее 1898 года начала играть в театрах Нью-Йорка, около 1909 года с мужем переехала в Голливуд и с 1914 года (ей тогда был 51 год) стала киноактрисой. За свою кинокарьеру длиной шестнадцать лет (1914—1930) снялась в примерно 120 фильмах, все они были полнометражными, и лишь в шести случаях она не была указана в титрах. Амплуа — мать (реже — тётя или бабушка) главных героев, за что получила прозвище «Голливудская мать».
Эдит Чепмен скончалась 15 октября 1948 года, спустя неделю после своего 85-го дня рождения, в городе Глендейл (Калифорния). Похоронена на кладбище «Бонавентура» близ города Саванна (Джорджия) рядом с мужем.
Личная жизнь
В 1897 году Чепмен вышла замуж за известного актёра театра Джеймса Нила (1860—1931). Пара прожила вместе 34 года до самой смерти мужа, детей от брака не было.

## Избранная фильмография
В титрах указана
- 1914 — Ришельё / Richelieu — королева
- 1915 — Хорошенькая сестра Хосе / The Pretty Sister of Jose — мать
- 1916 — Оливер Твист[англ.] / Oliver Twist — миссис Браунлоу
- 1917 — Мормонская дева[англ.] / A Mormon Maid — Нэнси Хог
- 1917 — Маленькая американка[англ.] / The Little American — миссис Фон Острейм
- 1917 — Хрустальный созерцатель[англ.] / The Crystal Gazer — миссис Мэннеринг
- 1917 — Том Сойер / Tom Sawyer — тётя Полли
- 1917 — Современный мушкетёр / A Modern Musketeer — миссис Тэкер
- 1918 — Шепчущий хор[англ.] / The Whispering Chorus — мать Джона Тримбла
- 1918 — Единственная дорога[англ.] / The Only Road — Клара Хокинс
- 1918 — Связанные в Марокко[англ.] / Bound in Morocco — мать Ысаил
- 1918 — Цыганская тропа[англ.] / The Gypsy Trail — бабушка
- 1919 — Нью-йоркский ковбой[англ.] / The Knickerbocker Buckaroo — мать Тедди Дрейка
- 1919 — Невинная авантюристка[англ.] / An Innocent Adventuress — тётя Хеппи
- 1919 — Секретная служба[англ.] / Secret Service — миссис Варни
- 1919 — Пламя пустыни[англ.] / Flame of the Desert — леди Сноуден
- 1919 — Каждая женщина[англ.] / Everywoman — Истина
- 1920 — Гекльберри Финн[англ.] / Huckleberry Finn — тётя Полли
- 1920 — Двуличный обманщик[англ.] / A Double-Dyed Deceiver — сеньора Урике
- 1920 — Окружная ярмарка[англ.] / The County Fair — тётя Абигейл Прю
- 1921 — История двух миров / A Tale of Two Worlds — миссис Ньюкомб, мать Роберта
- 1921 — Впереди опасный поворот[англ.] / Dangerous Curve Ahead — миссис Мэби
- 1921 — По прозвищу «Дамские пальчики»[англ.] / Alias Ladyfingers — Рейчел Стетерилл
- 1921 — Голоса большого города[англ.] / Voices of the City — миссис Родмен
- 1922 — Субботний вечер[англ.] / Saturday Night — миссис Прентисс
- 1922 — Фирменный знак её мужа[англ.] / Her Husband's Trademark — мать Джеймса Беркли
- 1922 — За скалами[англ.] / Beyond the Rocks — леди Брэкондейл, мать Гектора
- 1922 — Непредумышленное убийство[англ.] / Manslaughter — Аделайн Беннетт
- 1922 — Моя американская жена[англ.] / My American Wife — донна Изабелла ла Тасса
- 1923 — Голливуд / Hollywood — в роли самой себя
- 1923 — Десять заповедей / The Ten Commandments — миссис Марта МакТэвиш
- 1924 — Тень пустыни[англ.] / The Shadow of the Desert — тётя Кэролайн
- 1924 — Дочери удовольствий / Daughters of Pleasure — миссис Хэдли
- 1924 — Сломанные барьеры[англ.] / Broken Barriers — Бола Рейнольдс
- 1925 — Лентяй[англ.] / Lazybones — миссис Таттл, мать Стива «Лентяя»
- 1925 — Молния[англ.] / Lightning — миссис Джонс
- 1925 — Родственные души[англ.] / Soul Mates — мать лорда Танкреда
- 1926 — Беглянка / The Runaway — миссис Маррелл, мать горца Уэйда
- 1927 — Капризная, но хорошенькая / Naughty But Nice — миссис Альтевуд
- 1927 — Американская красавица[англ.] / American Beauty — мадам О’Райли
- 1928 — Три уикенда / Three Week-Ends — Мамаша О’Брайан
- 1929 — Синтетический грех[англ.] / Synthetic Sin — миссис Фэрфакс, мать Бетти
- 1929 — Две кровати[англ.] / Twin Beds — Мамаша Долан
- 1929 — Праздный богач[англ.] / The Idle Rich — миссис Тэйер, мать Джоан и Хелен
- 1930 — Людские неприятности[англ.] / Man Trouble — тётя Мэгги

В титрах не указана
- 1918 — Новые жёны в обмен на старых[англ.] / Old Wives for New — миссис Беркли
- 1926 — Олух[англ.] / The Boob — старушка
- 1927 — Принц-студент в Старом Гейдельберге / The Student Prince in Old Heidelberg — няня Карла Генриха в детстве
- 1930 — Вверх по реке / Up the River — миссис Джордан, мать Стива

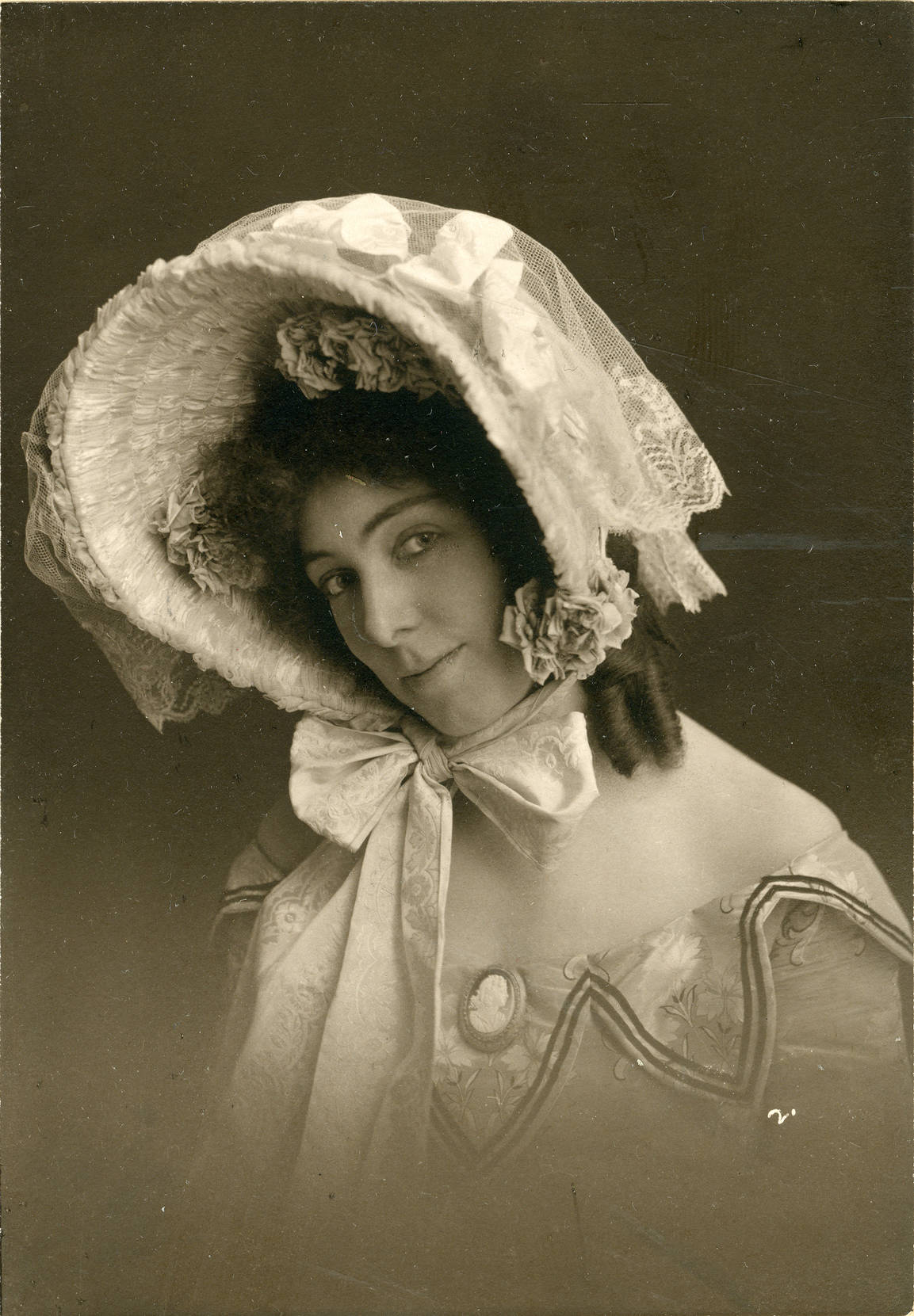
Фото 1902 года
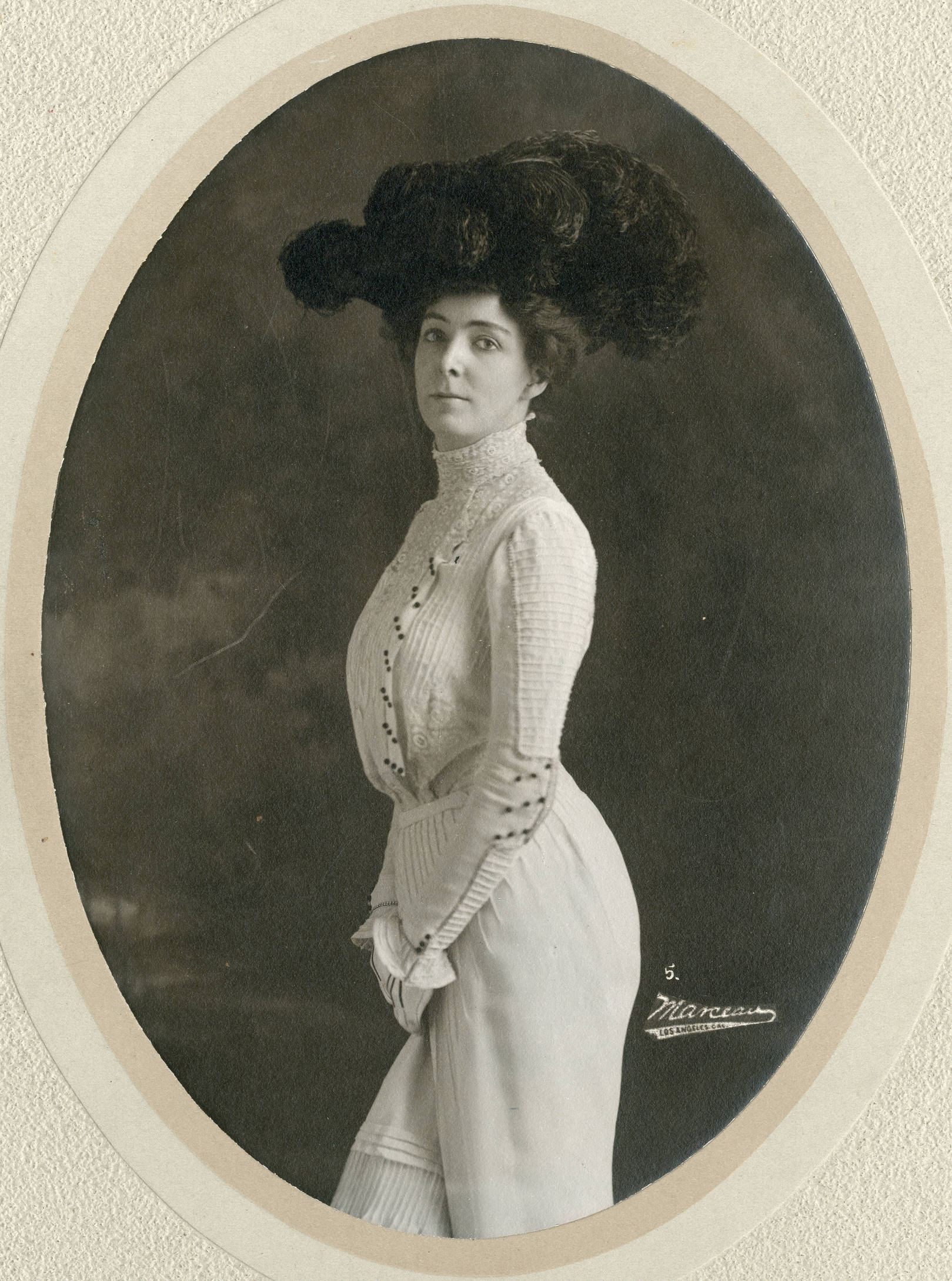
Фото 1903 года
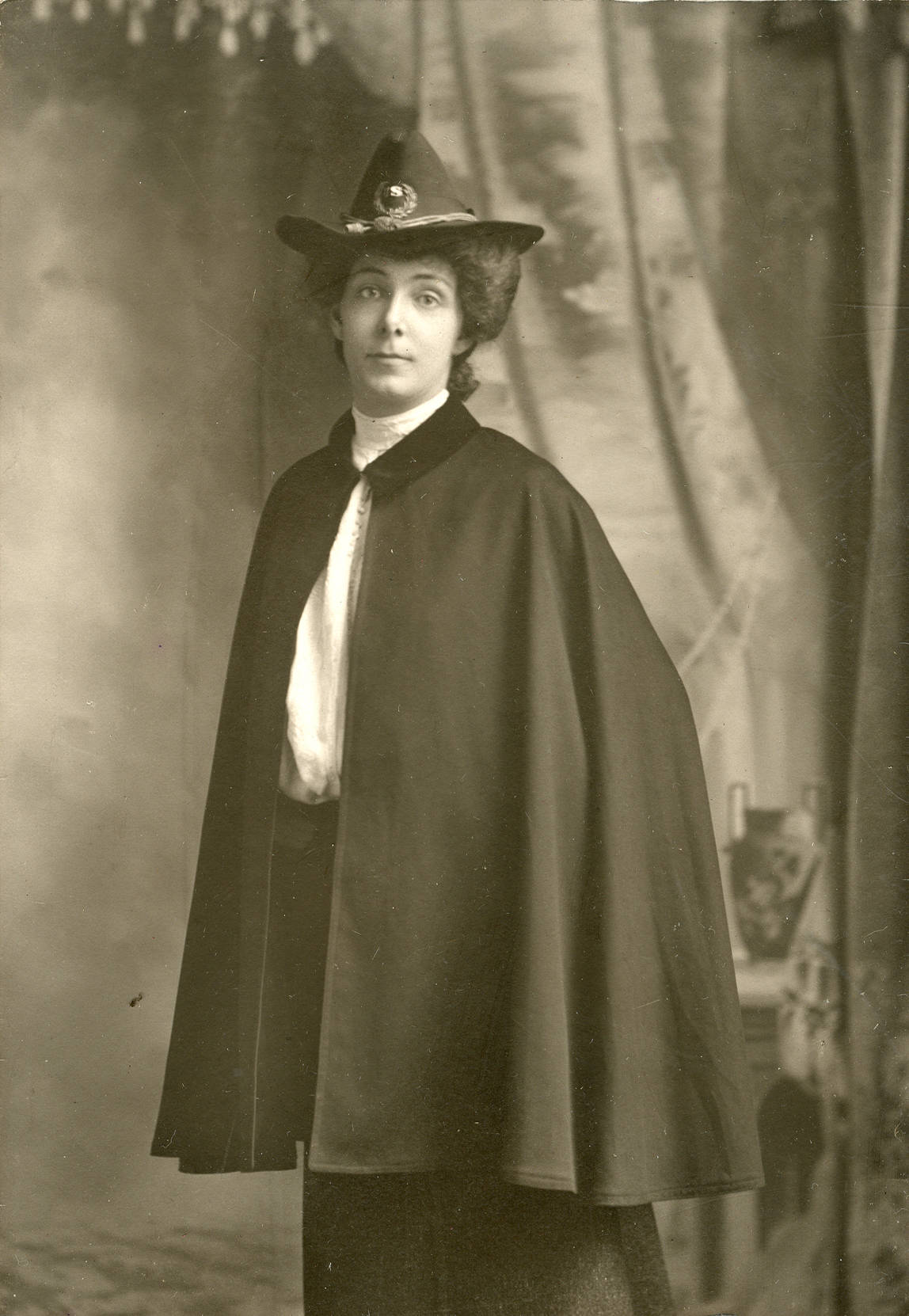
Фото 1904 года
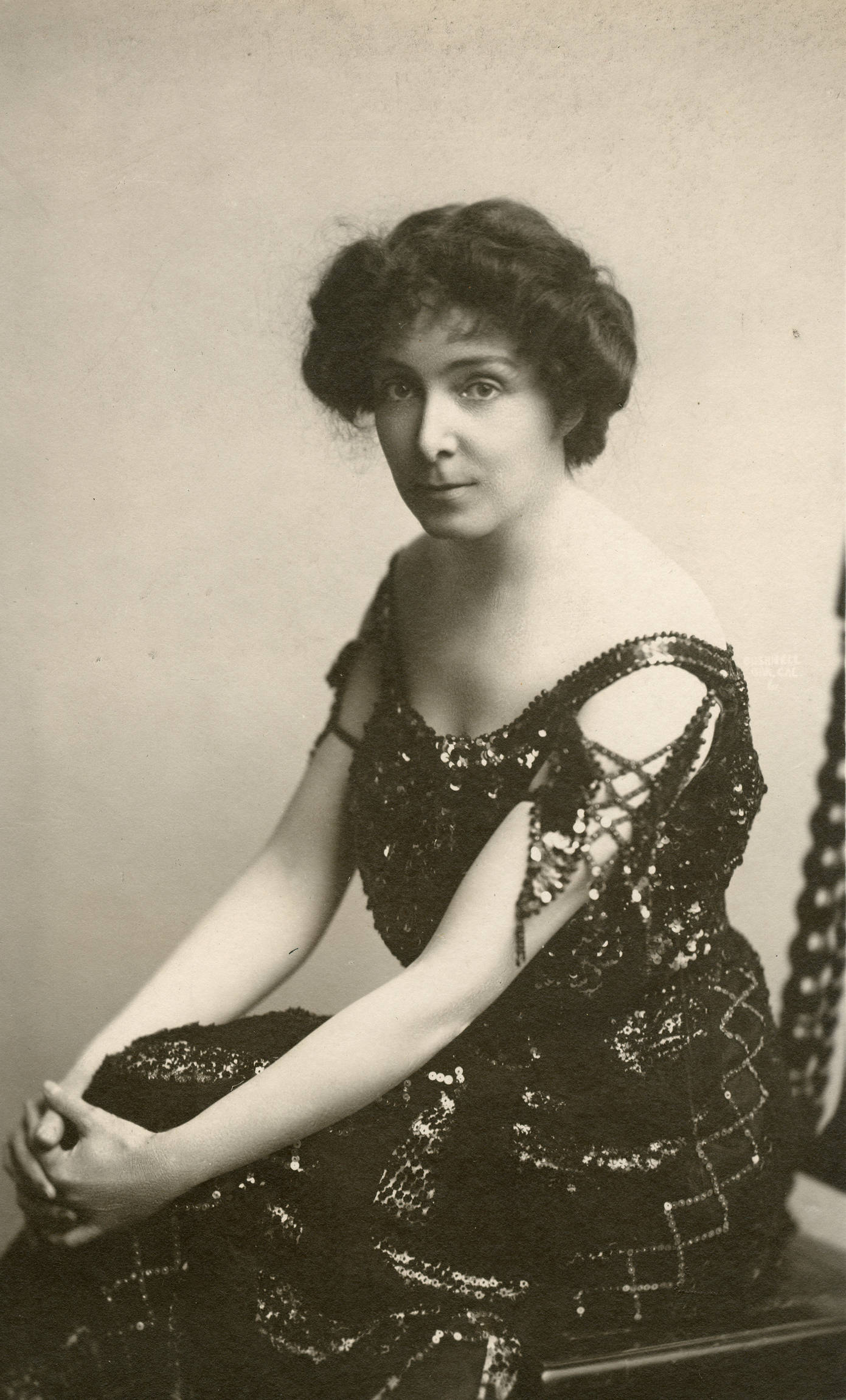
Фото 1905 года
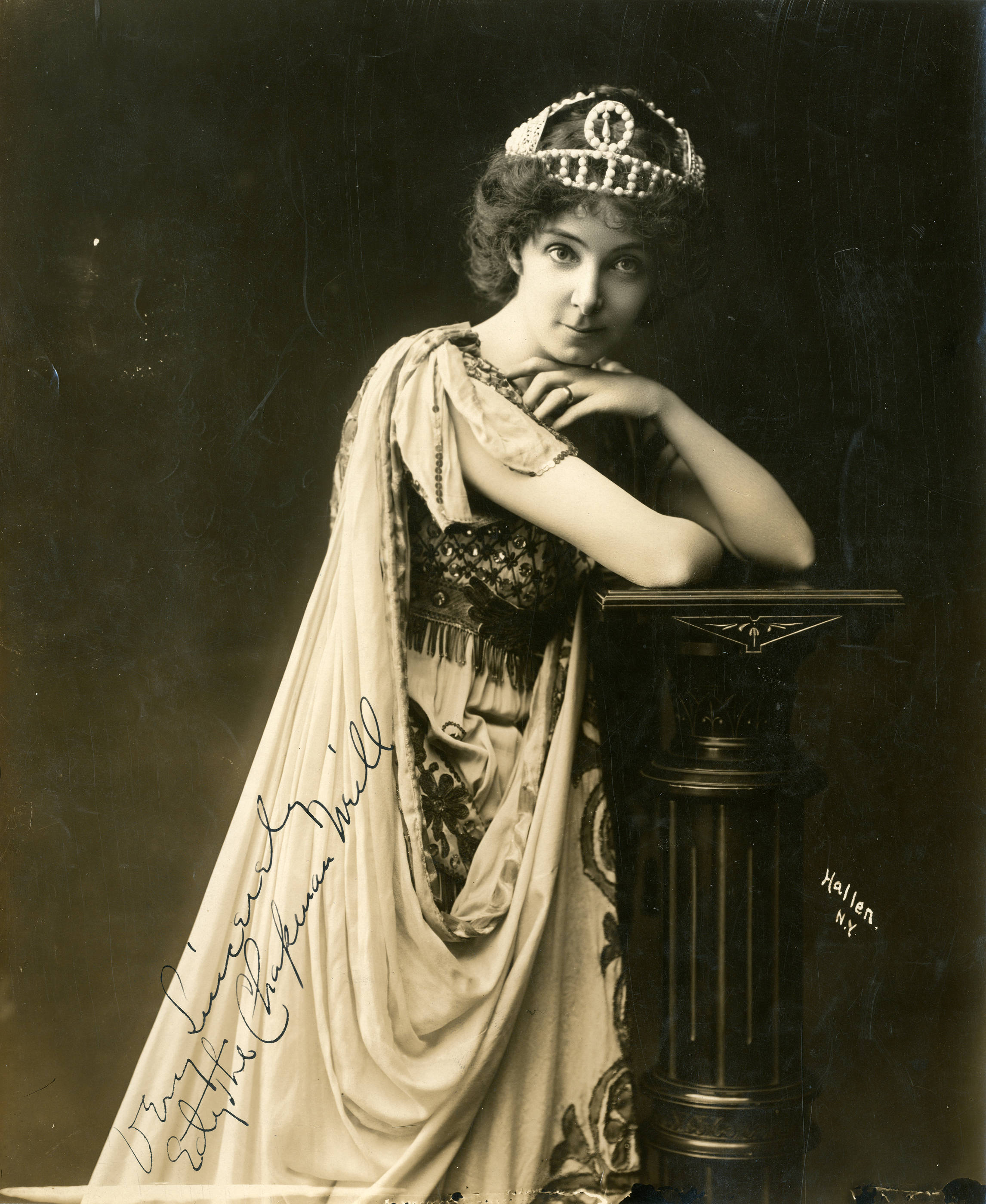
Фото 1906 года
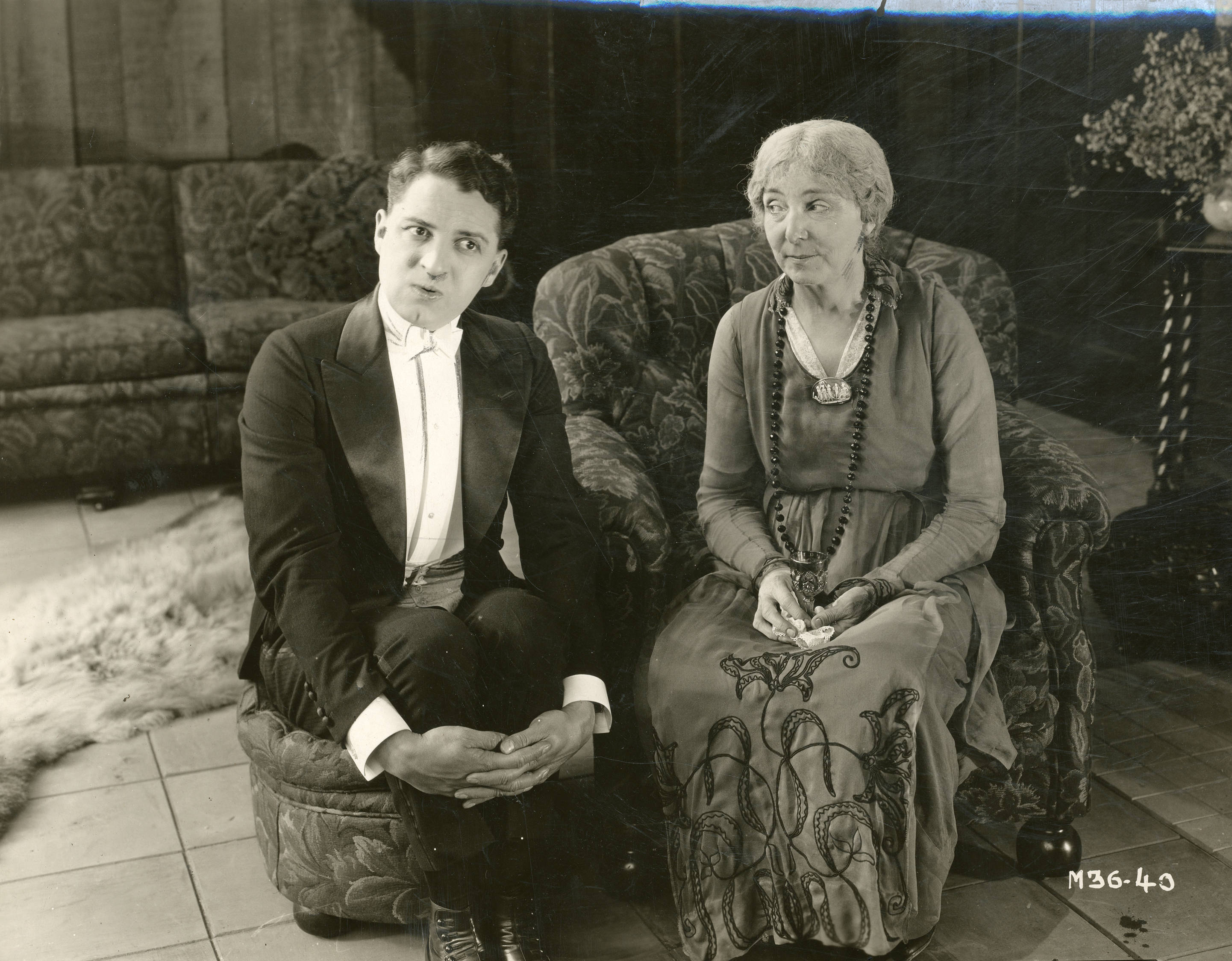
С Брайантом Уошбёрном[англ.] в фильме «Цыганская тропа[англ.]» (1918)
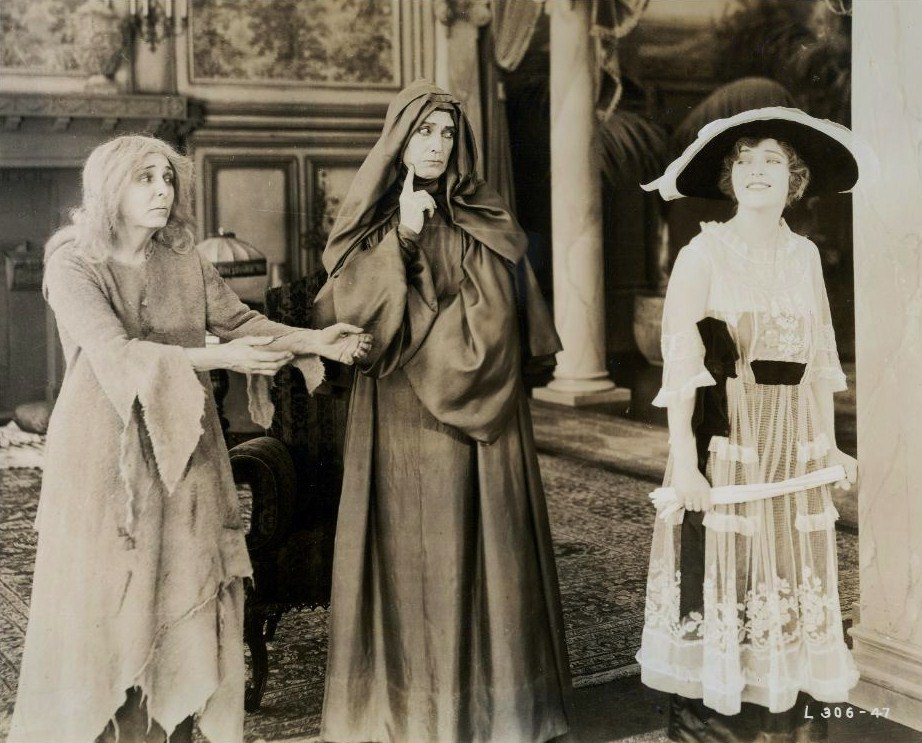
Слева направо: Эдит Чепмен, Чарльз Огл и Вайолет Хеминг[англ.] в фильме «Каждая женщина[англ.]» (1919)
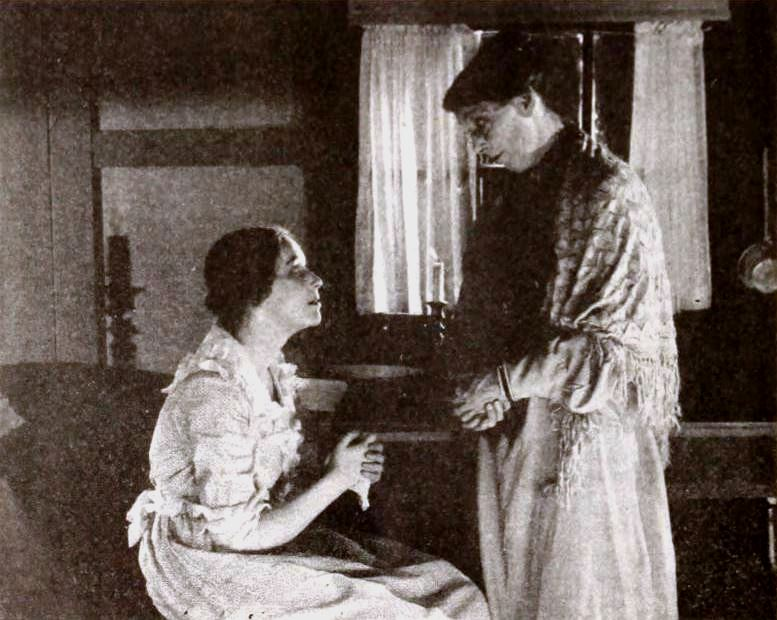
С Хелен Джером Эдди (слева) в фильме «Окружная ярмарка[англ.]» (1920)
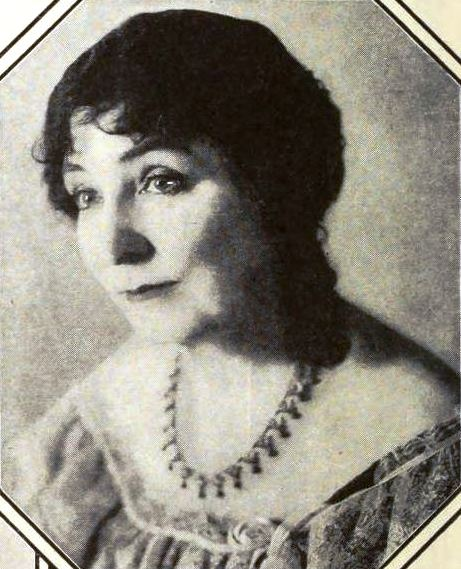
Фото в журнале Photoplay за декабрь 1921 года
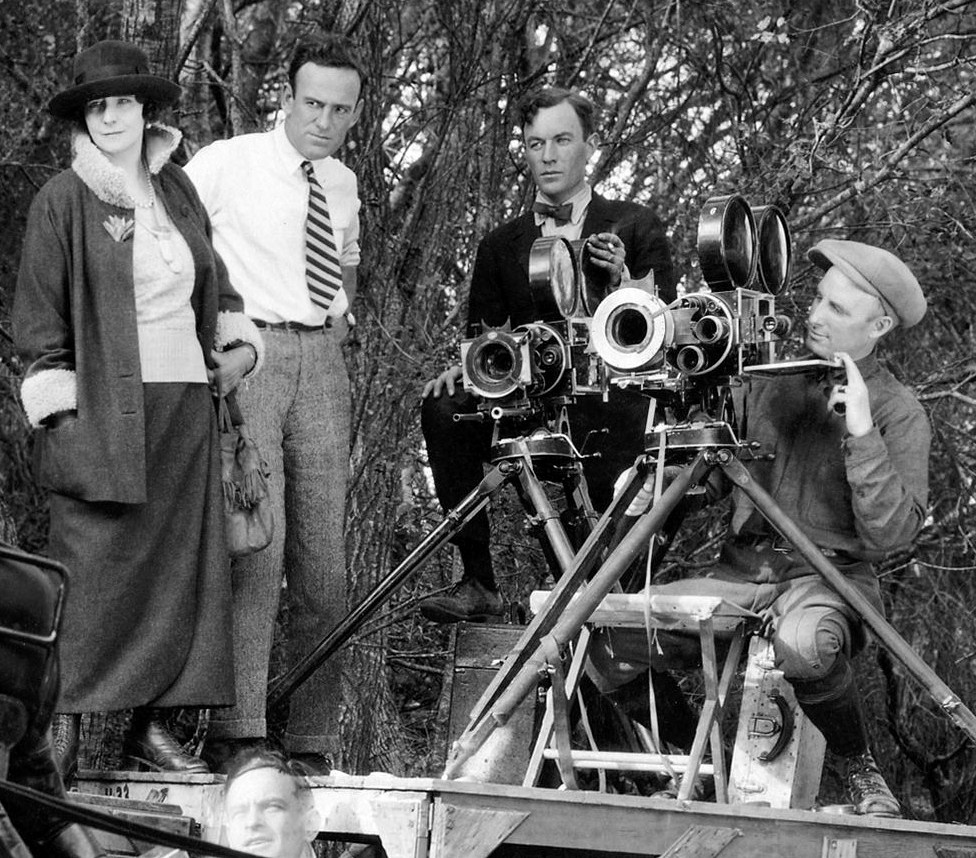
Слева направо: Эдит Чепмен, Сэм Вуд, Альфред Гилкс и Осмонд Боррадейл[англ.] на съёмках фильма «За скалами[англ.]» (1922)
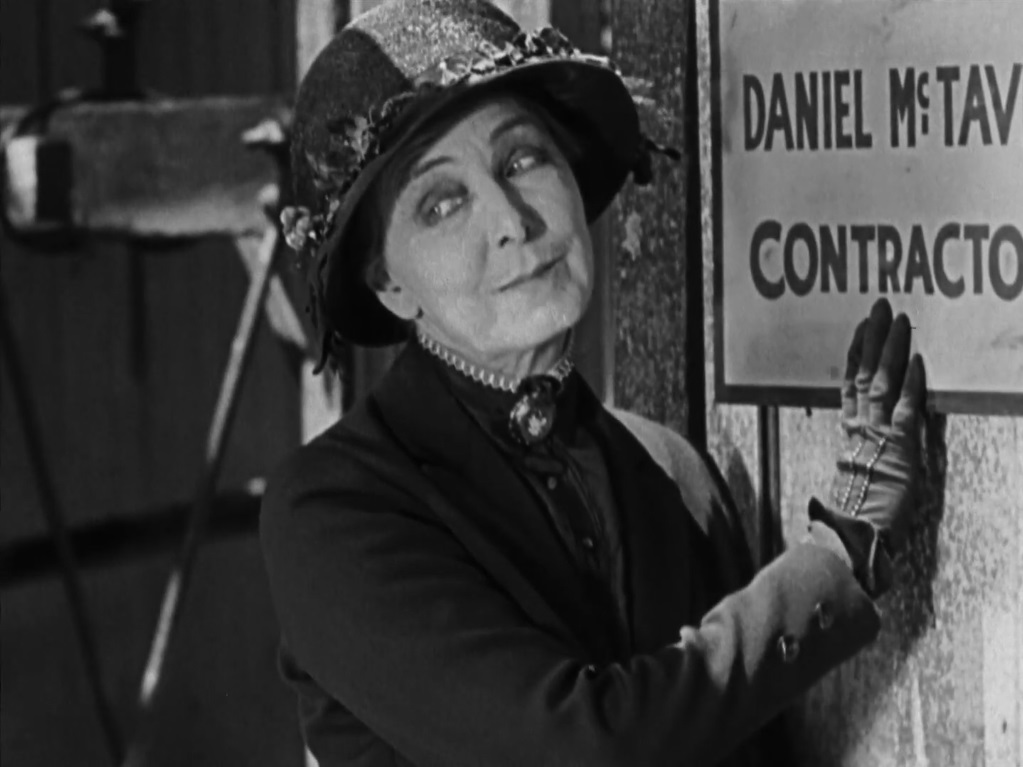
В фильме «Десять заповедей» (1923)
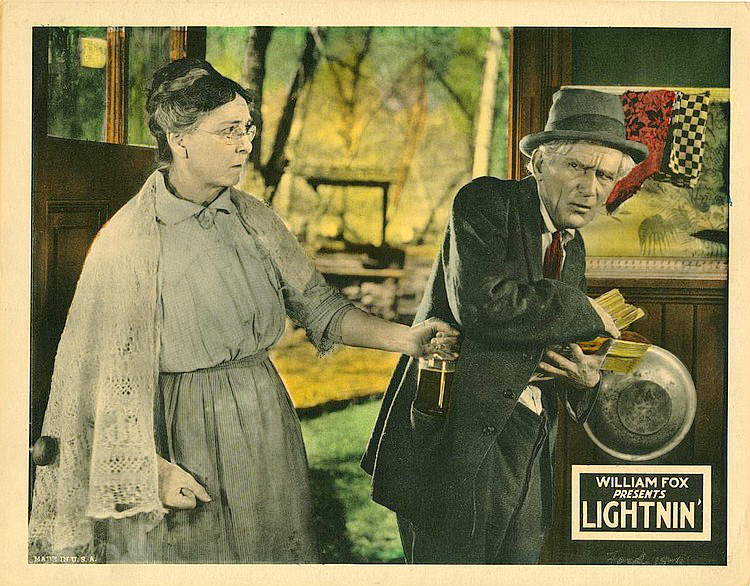
С Джеем Хантом[англ.] на лобби-карточке к фильму «Молния[англ.]» (1925)